# Habbo Knoch

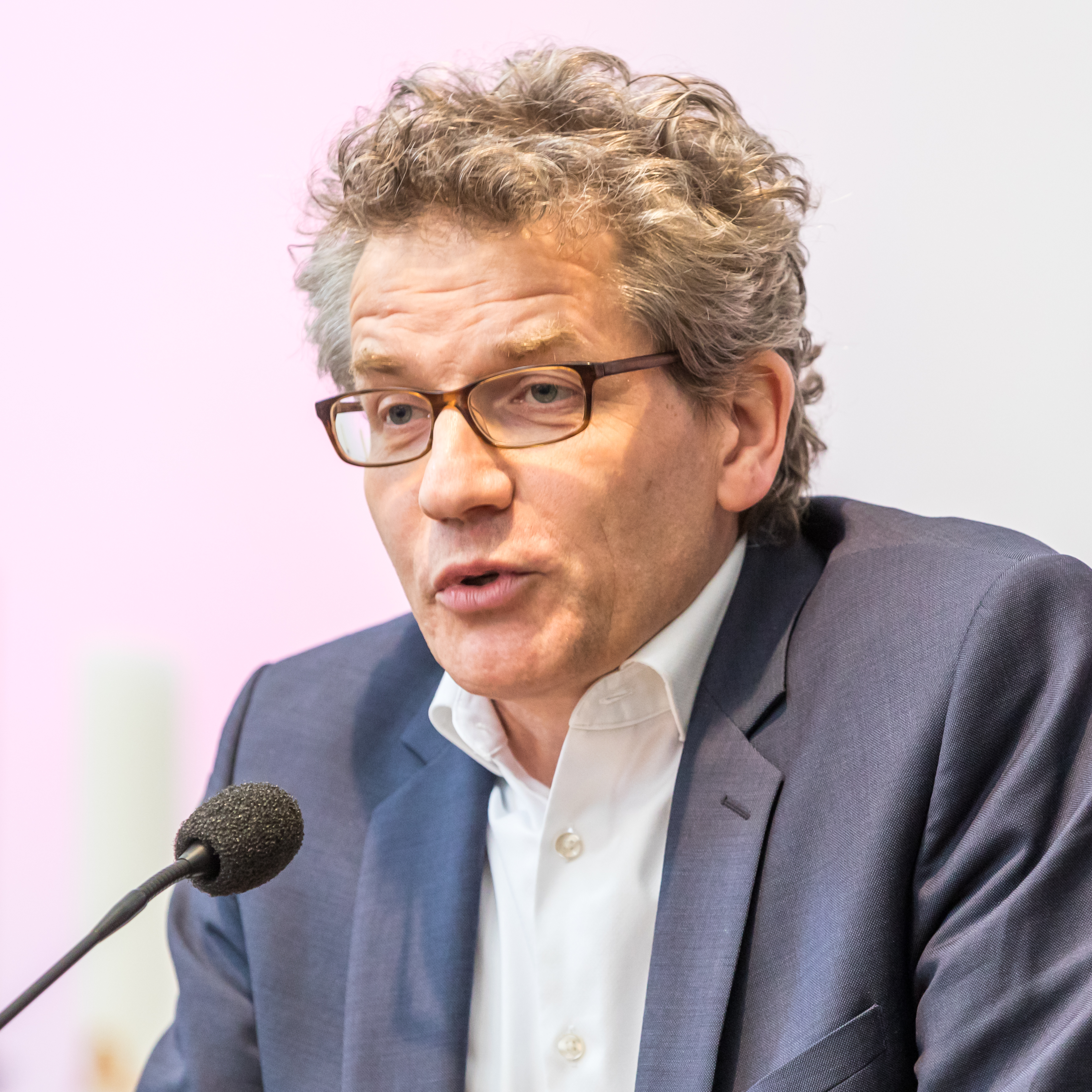
Habbo Knoch (2019)

Habbo Knoch (* 23. Juni 1969 in Papenburg; † 11. Dezember 2024 in Köln) war ein deutscher Historiker. Er war ordentlicher Professor für Neuere und Neueste Geschichte an der Universität zu Köln.

## Leben
Habbo Knoch war der Sohn eines Pfarrers. Am Gymnasium in Papenburg legte er 1988 das Abitur ab und leistete anschließend den Zivildienst am Kreiskrankenhaus Leer. Er studierte Geschichte, Philosophie und Politikwissenschaft an den Universitäten Göttingen, Bielefeld sowie an der Hebräischen Universität in Jerusalem und am St Catharine’s College in Oxford.
Nach der Promotion 1999 zum Dr. phil. an der Universität Göttingen bei Bernd Weisbrod war er dort von 1999 bis 2007 wissenschaftlicher Mitarbeiter und Assistent am Seminar für Mittlere und Neuere Geschichte (Bernd Weisbrod). Nach der Habilitation 2008, ebenfalls in Göttingen, lehrte er seit 2008 als Privatdozent am Seminar für Mittlere und Neuere Geschichte der Universität Göttingen.
Ab 2001 war er Vorsitzender des Trägervereins des Dokumentations- und Informationszentrums Emslandlager in Papenburg.
Von 2008 bis 2014 war er Geschäftsführer der Stiftung niedersächsische Gedenkstätten (Celle) und Leiter der Gedenkstätte Bergen-Belsen.
Ab 2014 lehrte Knoch als Professor für Neuere und Neueste Geschichte am Historischen Institut der Universität zu Köln. 2016 war er Stavenhagen-Gastprofessor am Koebner Minerva Center for German History, Hebrew University. Im Wintersemester 2024/25 und dem darauf folgenden Sommersemester 2025 sollte er zur Wahrnehmung von Forschungsprojekten als Senior Fellow am Hamburger Institut für Sozialforschung tätig sein.
Seine Forschungsschwerpunkte waren die deutsche und europäische Sozial- und Politikgeschichte des 20. Jahrhunderts, insbesondere die Geschichte der politischen Gewalt, des nationalsozialistischen Herrschafts- und Lagersystems sowie der Repräsentationen und kollektiven Erinnerung von Gewaltverbrechen nach 1945, Kultur- und Erfahrungsgeschichte der Moderne seit 1880, insbesondere Massenmedialisierung, Hochurbanisierung und Räume sozialer Interaktion und transnationale Geschichte politischer Ordnungen und sozialer Systeme im 20. Jahrhundert, insbesondere Verwissenschaftlichung und Selbstbeobachtung des Sozialen, Bürgerbewegungen und sozialer Protest, Menschenrechtspolitik und humanitäre Intervention.
Habbo Knoch starb unerwartet am 11. Dezember 2024 im Alter von 55 Jahren. Er war verheiratet und Vater einer Tochter.

## Schriften (Auswahl)
- als Hrsg.: Davids Traum. Ein anderes Israel. Bleicher, Gerlingen 1998, ISBN 3-88350-044-5.
- als Hrsg.: Das Erbe der Provinz. Heimatkultur und Geschichtspolitik nach 1945. Wallstein, Göttingen 2001, ISBN 3-89244-478-1.
- Die Tat als Bild. Fotografien des Holocaust in der deutschen Erinnerungskultur. Hamburger Ed., Hamburg 2001, ISBN 3-930908-73-5.
- Grandhotels. Luxusräume und Gesellschaftswandel in New York, London und Berlin um 1900. Wallstein, Göttingen 2016, ISBN 3-8353-1911-6.
- als Hrsg. mit Henri Lustiger-Thaler: Witnessing Unbound. Holocaust Representation and the Origins of Memory. Wayne State University Press, Detroit 2017, ISBN 978-0-8143-4301-2.
- Geschichte in Gedenkstätten. Theorie – Praxis – Berufsfelder. Narr Francke Attempto Verlag (utb), Tübingen 2020, ISBN 978-3-8252-5143-7.
- Im Namen der Würde. Eine deutsche Geschichte. Hanser, München 2023, ISBN 978-3-446-27416-7.